# درای‌فاربن‌هاوس
درای‌فاربن‌هاوس (به آلمانی: Drei-Farben-Haus)، روسپی‌خانه‌ای است که در خیابان ببین‌هازرهوف، اشتوتگارت واقع شده‌است. این روسپی‌خانه در نزدیکی تالار شهر اشتوتگارت قرار دارد. این روسپی‌خانه را شاید بتوان از قدیمی‌ترین روسپی‌خانه‌های آلمان پس از جنگ به حساب آورد، این روسپی‌خانه با نام هتل گارنی در سال ۱۹۵۷ ساخته شده‌است. ساختمان روسپی‌خانه دارای ۵ طبقه و ۲۴ اتاق است و ۶۷ تن‌فروش در این ساختمان هر روز ارائه خدمت می‌دهند. تمامی اتاق به مشتریان اجاره داده می‌شود. مجتمع فوق بیشتر یک عمارت خوابگاهی است البته خواست مسئولین شهر هم همین بوده‌است ولی با این حال در روبروی مجتمع یک کافه تریا وجود دارد.